# マッド・ドッグ (テレビドラマ)
マッド・ドッグ（朝: 매드독）は、2017年10月11日から、同年11月30日にかけて韓国のKBS2で放送されたテレビドラマシリーズである。

## キャスト

### 主要人物
- チェ・ガンウ(ユ・ジテ)

元保険会社調査員で、マッド・ドッグのリーダー。
- キム・ミンジュン(ウ・ドファン)

元天才詐欺師。兄のキム・ボンジュン(キム・ヨンフン)はパイロットで、航空機事故を引き起こした。
- チャン・ハリ(リュ・ファヨン)

元体操選手で、その体を生かして様々な現場に潜入捜査を行う。
- パク・スンジョン(チョ・ジェユン)

元暴力団員で、あらゆる変装を駆使して潜入捜査を行う。
- オム・ヌリ(キム・ヘソン)

太陽光にアレルギーを持ち、外に出ることを嫌うコンピューター使い。チームを影で支える天才ハッカー。

## ストーリー[1]
元保険会社調査員のチェ・ガンウは、妻と息子を航空機事故によって失ってしまう。事故の原因はその事故機の副操縦士のキム・ボンジュンが保険金のために引き起こしたものと結論付けられる。失意の中、ガンウは、私設保険調査チーム「マッド・ドッグ」を結成し、悪質な保険金目当ての詐欺・暴動などの摘発に尽力していた。その最中、彼の前に一人の男が現れる。その男の名はキム・ミンジュン。彼はマッド・ドッグの弱みを握り、我の思うがままに動かそうとする。実は、彼は航空機事故の原因である副操縦士のキム・ボンジュンの弟だったのだ。彼はいったい何のためにガンウの前に現れたのか？

## 参考
- https://knda.tv/kntv/program/synopsis/kn180203/
- https://www.youtube.com/watch?v=n8ezgv0yThE